# Steve Thornton
Steve Thornton (* 8. März 1973 in Gloucester, Ontario) ist ein ehemaliger kanadisch-britischer Eishockeyspieler (Flügelstürmer) und -trainer, der in seiner aktiven Zeit von 1991 bis 2010 unter anderem für die Adler Mannheim in der Deutschen Eishockey Liga gespielt hat.

## Karriere
Steve Thornton begann seine Karriere als Eishockeyspieler an der Boston University, die er von 1991 bis 1995 besuchte und für deren Eishockeymannschaft er parallel am Spielbetrieb der National Collegiate Athletic Association teilnahm. In den Jahren 1994 und 1995 gewann er mit seiner Universitätsmannschaft jeweils die Meisterschaft der Hockey East und 1995 zusätzlich das Finalturnier der NCAA. Anschließend wechselte der Linksschütze zu den Peoria Rivermen in die International Hockey League, die er noch in derselben Spielzeit in Richtung Europa verließ.
Den Rest der Saison verbrachte Thornton beim Klagenfurter AC in der Österreichischen Bundesliga; danach wechselte er zu den Adler Mannheim in die Deutsche Eishockey Liga. Auch die Adler verließ der Kanadier noch während der laufenden Spielzeit, diesmal wurde er in die britische Ice Hockey Superleague transferiert, deren Meisterschaft er 1999 mit den Cardiff Devils gewinnen konnte. Für die Devils spielte Thornton, der während seiner Zeit in Großbritannien die britische Staatsbürgerschaft erlangte, knapp fünf Jahre lang und wechselte dann zu den London Knights. 2003 gewann er mit den Belfast Giants erneut die britische Meisterschaft.
Zur Saison 2003/04 unterschrieb Thornton einen Vertrag beim italienischen Erstligisten HC Pustertal, für die er zwei Jahre auf dem Eis stand. Nach weiteren zwei Spielzeiten in der Schweizer Nationalliga A beim HC Servette Genève und dem EHC Basel wechselte der Stürmer zur Saison 2006/07 zum Södertälje SK aus der HockeyAllsvenskan, der zweiten schwedischen Spielklasse. Mit Södertälje stieg er auf Anhieb in die Elitserien auf. Nach einem Engagement bei Basingstoke Bison in der Elite Ice Hockey League unterschrieb Thornton zur Saison 2008/09 einen Vertrag beim Ligakonkurrenten Belfast Giants, mit dem er 2009 den EIHL Challenge Cup und den EIHL Knock Out Cup gewann. In der Saison 2009/10 gewann er die Playoffmeisterschaft der EIHL mit seinem Ex-Klub Belfast Giants. Anschließend beendete er im Alter von 37 Jahren seine aktive Karriere. Nachdem er in seiner Zeit bei Basington parallel bereits Assistenztrainer war, war er bei den Giants als Spielertrainer angestellt.

### International
Für die britische Eishockeynationalmannschaft nahm Thornton an den B-Weltmeisterschaften 1999, 2001, 2003 und 2004 teil. Vor allem bei der Weltmeisterschaft der Division I 2003 konnte er als Topscorer und bester Vorlagengeber der Gruppe B überzeugen.

## Erfolge und Auszeichnungen
| - 1994 Lamoriello-Trophy-Gewinn mit der Boston University - 1995 Lamoriello-Trophy-Gewinn mit der Boston University - 1995 NCAA-Division-I-Championship mit der Boston University - 2000 BISL Second All-Star Team | - 2007 Aufstieg in die Elitserien mit dem Södertälje SK - 2009 EIHL-Challenge-Cup-Gewinn mit den Belfast Giants - 2009 EIHL-Knock-Out-Cup mit den Belfast Giants - 2010 EIHL-Playoffgewinn mit den Belfast Giants |

### International
- 2003 Topscorer der Weltmeisterschaft der Division I, Gruppe B
- 2003 Bester Vorlagengeber der Weltmeisterschaft der Division I, Gruppe B

## Karrierestatistik
(Legende zur Spielerstatistik: Sp oder GP = absolvierte Spiele; T oder G = erzielte Tore; V oder A = erzielte Assists; Pkt oder Pts = erzielte Scorerpunkte; SM oder PIM = erhaltene Strafminuten; +/− = Plus/Minus-Bilanz; PP = erzielte Überzahltore; SH = erzielte Unterzahltore; GW = erzielte Siegtore; 1 Play-downs/Relegation; Kursiv: Statistik nicht vollständig)